# Canal de Jonction
El Canal de Jonction també anomenat canal de Narbona és un canal de França que uneix el Canal del Migdia amb el Canal de la Robina, a través del riu Aude.

## Recorregut
El canal està tot situat al municipi de Sallèles-d'Aude i té una recorregut de 8 quilòmetres, amb una traça completament rectilínia. Compta amb 7 rescloses, totes automatitzades, per superar un desnivell de 22 metres.
El canal permet unir el Canal del Migdia amb el riu Aude a la confluència de Galhousty. A continuació s'uneix amb el Canal de la Robina i permet així arribar a Narbona, el Port-la-Nouvelle i finalment al mar.

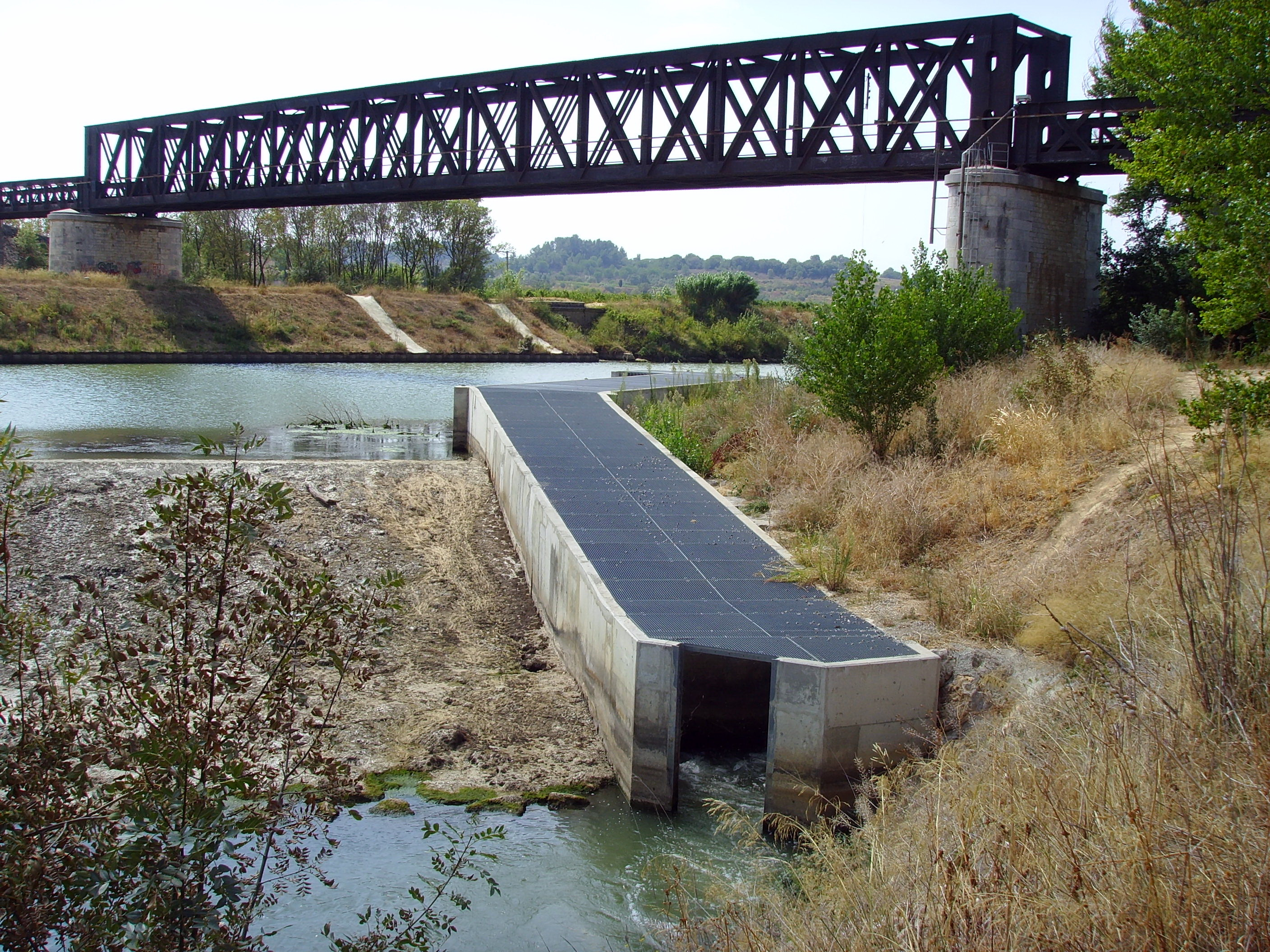
Escala de peixos al costat de la resclosa de Gailhousty

Es va construir al principi segons les normes de Riquet i més tard se li va aplicar el calat de Freycinet. L'alimentació del canal s'assegura a través de l'aigua del canal del Migdia. Els costats del canal són plens d'arbres i també hi ha camins de sirga.

## Història
Després de la posada en servei del Canal del Migdia el 1682 i el de la Robina, una mica després, les mercaderies es portaven amb ases per tal d'unir les dues vies navegables, cosa que penalitzava els ports de pesca del sud de l'Aude, envers la resta de ports francesos.
El primer projecte del Canal del Migdia preveia que arribés al Mediterrani a través de l'Aude, al costat del Canal de la Robina, amb l'antic llit del riu, però es va modificar el projecte per tal de fer-lo arribar a l'estany de Thau.
La ciutat de Narbona, que quedava sense el canal, va rebre la promesa de la construcció d'una resclosa via el riu Cesse per entrar a l'Aude i passar a Narbona per la Robina, promesa que figurava en el projecte de 1668 presentat per chevalier de Clerville als États de Languedoc i a l'arxidiòcesi de Narbona.
Sébastien Le Prestre, el marquès de Vauban es va interessar des de 1684 pel canal, com a element de gran interès, un decret del rei del 19 de febrer de 1685 va ordenar l'examen i un altre decret de 1686 va ordenar-ne l'execució. No es va començar a construir fins al 1690, però amb innumerables aturades i treballs lents.

Fou Arthur Richard Dillon, últim arquebisbe de Narbona, qui va veure que després d'un segle de projectes i petites obres, el canal no s'havia completat. Com a president dels Estats del Llenguadoc, va fer votar els crèdits necessaris per a acabar el projecte. Els treballs es van reprendre el 1775 sota la direcció de l'arquitecte Bertrand Garipuy. El canal es va acabar el 1780, gairebé 100 anys després d'haver-ne decidit la construcció.